# Lars Svedgård
Lars Birger Svedgård, född 25 september 1934, är en svensk journalist och författare.
Svedgård har varit ledarskribent på Aftonbladet och politisk reporter på Expressen och Stockholms-Tidningen.